# 同意投票黨
同意投票黨（英語：Approval Voting Party，簡稱AVP）是美國一個致力於實施同意投票的單一議題政黨，2019年時該黨是科羅拉多州的一個小黨。

## 歷史

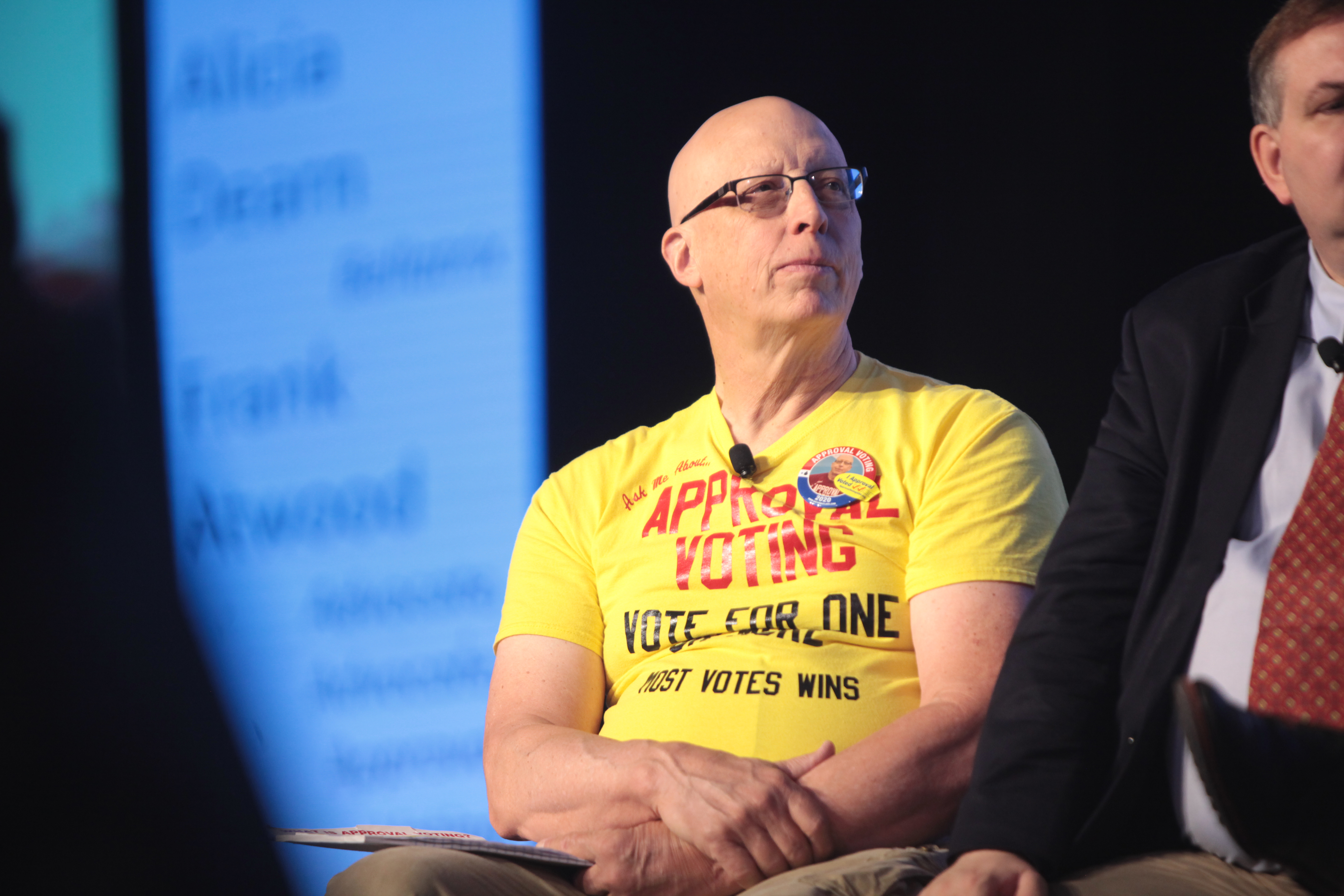
2016年的弗蘭克·阿特伍德

同意投票黨由布萊克·胡伯與弗蘭克·阿特伍德聯合創立，曾在2018年提名胡伯競逐科羅拉多州務卿職務，並於次年10月擁有超過1,000名註冊黨員，達到科羅拉多州小黨地位的要求。
2019年，科罗拉多州利特尔顿選舉委員會委員阿特伍德試圖提出在該地區的無黨派市政選舉使用同意投票制度，選舉委員會投票決定將該措施交與市議會表決，但市議會以4票對3票否決。